# 25 km Zjeleznoj Dorogi Montsjegorsk–Olenja
25 km Zjeleznoj Dorogi Montsjegorsk–Olenja (Russisch: 25 км Железной Дороги Мончегорск–Оленья, vrij vertaald: 25 km aan de spoorlijn Montsjegorsk–Olenja) is een rurale nederzetting in het rechtsgebied van de stad Montsjegorsk, oblast Moermansk, Rusland. Het is gelegen ten noorden van de noordpoolcirkel op het schiereiland Kola op een hoogte van 128 meter boven zeeniveau, op een afstand van 25 km van Olenegorsk. 25 km is vernoemd naar de kilometermarkering van de spoorweg en ligt circa twee kilometer verwijderd van de nederzetting 27 km. Direct aan de oostzijde ligt de militaire vliegbasis Montsjegorsk. Volgens de volkstelling van 2010 bedroeg het aantal inwoners 255.